# アブラハムの宗教

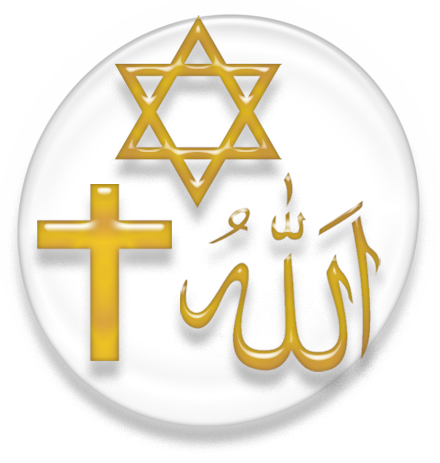
アブラハムの宗教のシンボルマーク

アブラハムの宗教（アブラハムのしゅうきょう、英語：Abrahamic religions） とは、聖書の預言者アブラハムの神を受け継ぐと称するユダヤ教、キリスト教、イスラム教（イスラーム）の三宗教。初期のイスラームはこの概念によって、先行するユダヤ教・キリスト教とイスラームは立場が同じであることを強調した。「セム族の啓示宗教」、あるいは単に「啓示宗教」と称されることがある。
比較宗教学の観点ではインド宗教（Dharmic、Indian religions）、東アジア宗教（Taoic、East Asian religions）と並ぶ三分類の一つに位置付けられる。

## 概要
神の言葉をまとめたものであるとされる聖典（聖書やクルアーン（コーラン）、そしてタルムード）に重きを置く。バハイ信教のような三宗教から派生した宗教を含める場合もある。キリスト教徒とイスラム教徒を足すと世界人口の大半を占める。

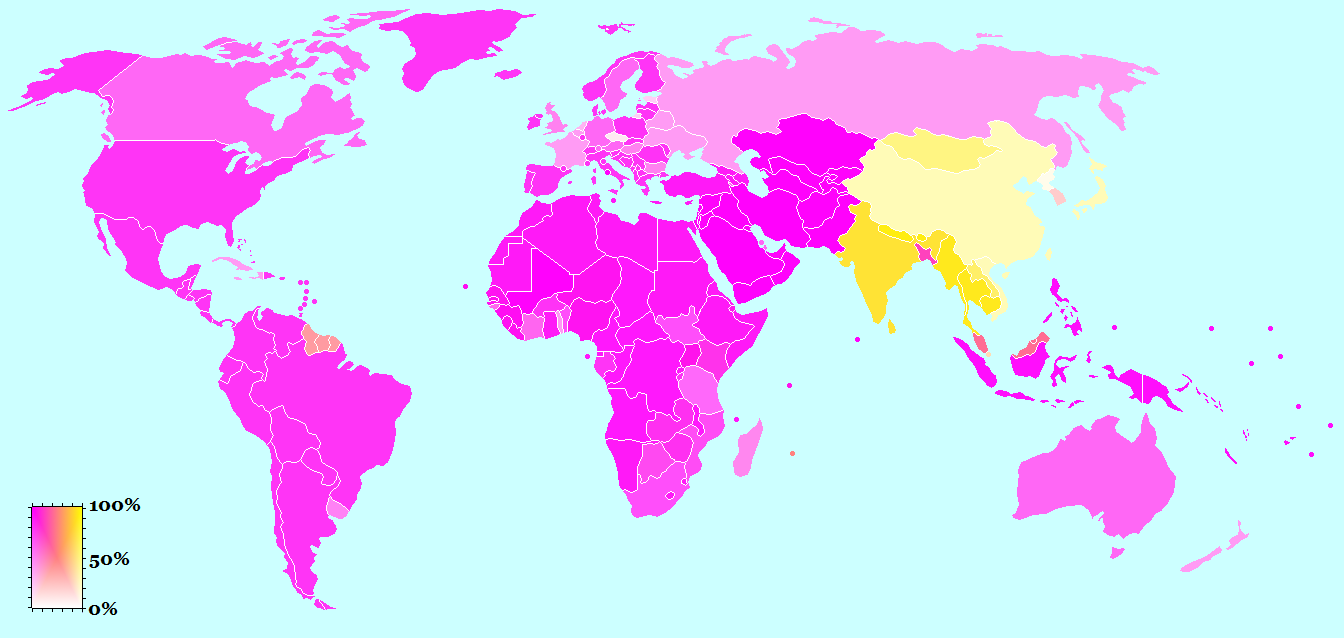
アブラハムの宗教の分布（紫）と東方諸宗教（黄色）

『創世記』によると、アブラハムには二人の息子、イシュマエルとイサクがいたという。イシュマエルはアブラハムの妻サラの奴隷ハガルが生んだ子、イサクはアブラハムの妻サラが生んだ子である。ユダヤ人はイサクの息子ヤコブの子孫であるといい、イスラム教のコーランはアラブ人をイシュマエルの子であるとする。『創世記』では、ヤコブのまたの名がイスラエルであることから、ユダヤ人は「イスラエルの民」と呼ばれる。イスラエルの民の神との契約を記した書がタナハであり、キリスト教では旧約聖書と呼ばれる。
キリスト教はアブラハムの子孫であるナザレのイエスを神の子としてメシアである大祭司であり大王と認め、イエス以後の神との契約と歴史を記した新約聖書を旧約聖書とともに正典（啓典）とする。
なおユダヤ教やキリスト教が聖典とする以外にも偽典や外典が存在する。
イスラム教はイエスとモーゼらユダヤの預言者たちを神によって選び出され（召命され）神の言葉を伝える使命を帯びた者であると認め、ムハンマドを最後の預言者であるとした。イスラム教は、ムハンマドに下された啓示をまとめたコーラン（クルアーン）がもっとも忠実に神の言葉を伝える啓典であると考えることから『モーセ五書』、『詩篇』、インジール（福音書）を啓典と認めはしても、これに重きを置くことはない。そのためユダヤ教団やキリスト教団と比べアブラハムから遠い。また啓典と認めるといっても、現在キリスト教徒やユダヤ教徒が使っているそのままの形のものを認めているわけではなく、本来有った正しい形のものは失われ、現存しているそれらは書き換えられたものだとしているため、歴史上の参考資料などには利用しても、それらを啓典として用いることはない。また、キリスト教とユダヤ教は少なくとも旧約聖書の部分では世界観を共有しているが、イスラームの世界観はそれらとは独立して存在している。イスラームの預言者伝承では、聖書と共通の人物の話であっても、人物の親族名称や、舞台、活躍した年代などが異なる例が多い。イスラム教による伝統的な呼び方ではユダヤ教およびキリスト教徒を「啓典の民」と呼んだ。その他、マニ教やバハイ教などの宗教もアブラハムの宗教に分類される。アブラハムの宗教はいずれも一神教であり偶像崇拝を禁じている。何が唯一神で何が偶像崇拝であるかということは、それぞれの宗教によって異なる。
「アブラハムの宗教」（アラビア語: ملة إبراهيم）という言葉は、『クルアーン』の中にしばしば登場する（「雌牛」130節ほか）。

## 別称
ユダヤ教・キリスト教・イスラム教を、起源の係累や類似性から一つの宗教群として標識する試みは独自に幾度も行われている。そのため、これら三宗教は、「砂漠の一神教」、「聖書宗教」、「啓典宗教」など多くの「総称」を持ち、「アブラハムの宗教」もそのひとつである。

## アブラハムの宗教の一覧
- ユダヤ教
- キリスト教
- マニ教 - ローマ帝国に広まった西方キリスト教を批判し、自らを独立した宗教ではなく正統なキリスト教であると自称した。現在は中国に存在する一つの寺院を残して消滅。
- イスラム教
- イスラム教から派生した宗教
  - バーブ教
  - バハイ教
  - アフマディーヤ
  - アラウィー派 - シーア派の一種とされることもある
  - ドゥルーズ派